# Jordi de Grècia
Jordi de Grècia, príncep de Càndia (Corfú, 1869 - Saint Cloud, París, 1957), Príncep de Grècia i de Dinamarca, segon fill del rei Jordi I de Grècia i de la gran duquessa Olga de Rússia.
Estudià a l'academia de cadets de la marina danesa. Participà en l'ocupació grega de Creta quan aquesta fou abandonada pels turcs i fou l'alt comissionari de l'illa com a representant de les grans potències estrangeres a la República de Creta. La Revolta de Thérisso va ser dirigida pel polític cretenc Elevthérios Venizelos, en la que els revoltats volien la unió de Creta amb Grècia i un govern més democràtic per a l'illa, ja que consideraven que el govern autoritari del príncep Jordi era corrupte i incapaç de negociar amb les potències la unió amb Grècia. El 25 de setembre de 1906 el príncep Jordi va abandonar l'illa i va ser substituït per Alexandros Zaimis.
El 1908 es casà amb la princesa Maria Bonaparte, hereva de la principal fortuna francesa de l'època. Del matrimoni en nasqueres dos fills:
- SAR el príncep Pere de Grècia nascut el 1909 a Atenes i mort el 1980 a Londres. Es casà morganàticament amb Olga

- SAR la princesa Eugènia de Grècia nascuda el 1910 a Atenes i morta el 1991 a Roma. Es casà amb el príncep Dominik Radziwill del qual es divorcià per casar-se amb el príncep Carles della Torre e Tasso.

A partir d'aquest moment repartiren el seu temps entre França, Dinamarca, Grècia i Anglaterra. Durant la Segona Guerra Mundial s'exiliaren a la república Sudafricana amb la resta de la família reial grega. Va morir a París a causa d'hematuria.